# قانون متکالف
قانون متکالف یک قانون در رابطه با ارزش شبکه است و بر طبق آن ارزش یک شبکه با مجذور کاربرانش افزایش می‌یابد(n2).
این قانون برای اولین بار توسط جورج گیلدرGeorge Gilder در سال ۱۹۹۳ فرمول بندی شده و منسوب به رابرت متکالف [پدیدآورنده اترنت و بنیان‌گذار 3COM] است.
در واقع قانون متکالف در سال ۱۹۸۰ ارائه شده است. این قانون در شرایط کنونی و مرتبط با تعداد زیاد کاربران ارائه نشده است، بلکه در راستای «دستگاه‌های ارتباط سازگار» (به عنوان مثال، دستگاه‌های فکس، تلفن، و غیره) ارائه شده است. و فقط بعداً با جهانی شدن اینترنت بود که این قانون به کاربرها و شبکه‌ها گسترش یافت، از آنجایی که قصد اصلی آن شرح ارتباطات اترنت بود. قانون متکالف ارتباط بسیار زیادی با اقتصاد و مدیریت بازرگانی، به ویژه با شرکت‌های رقابتی که به دنبال ادغام با یکدیگر هستند، دارد.

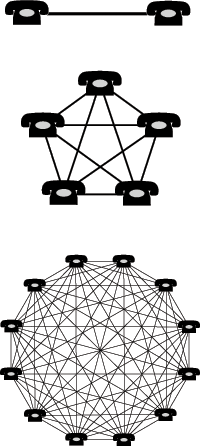
تاثیرات شبکه

## اثرات شبکه
قانون متکالف بسیاری از اثرات شبکه تکنولوژی های مخابرات و شبکه ها مانند اینترنت، شبکه های اجتماعی و وب جهان‌گستر را توصیف می کند. رییس هیئت مدیره کمیسیون فدرال ارتباطات آمریکا، رید هوندت گفته است  ː این قانون بیشترین فهم و ادراک را راجع به ساز و کار اینترنت به ما می دهد.
قانون متکالف مربوط به این حقیقت است که تعداد ارتباط های منحصر به فرد، در یک شبکه با n گره، می تواند از نظر ریاضی به عنوان عدد مثلثی {\displaystyle n(n-1)/2}، که به صورت مجانبی متناسب با {\displaystyle n^{2}}است، بیان شود.
این قانون غالبا با مثال ماشین های فکس توضیح داده می شود  ː یک ماشین فکس بی مصرف است، اما ارزش هر ماشین فکس متناسب با تعداد کل ماشین های فکس در شبکه افزایش می یابد، به دلیل اینکه تعداد کل افرادی که هر کاربر می تواند به آنها سند ارسال و از آنها دریافت کند، افزایش یافته است. به همین ترتیب در شبکه های اجتماعی، هر چه تعداد کاربرانی که از شبکه استفاده می کنند بیشتر باشد، سرویس برای عموم ارزشمندتر می شود.

## تاریخچه و استنتاج
قانون متکالف در سال ۱۹۸۳ در یک ارائه به واحد فروش 3کام تولید شد. طبق آن V متناسب با تعداد کل ارتباط های ممکن است، یا حدودا n به توان دو. 
صورت اولیه قضیه با دقت هزینه خطی (cn)، رشد غیرخطی،n2، و یک فاکتور غیرثابت تناسب A (وابستگی - affinity) مشخص می شود، را توضیح داده است. در نقطه ی سر به سر که هزینه ها جبران می شوند توسط رابطه ی زیر مشخص می شود 
{\displaystyle C\times n=A\times n(n-1)/2}
در اندازه ای، قسمت سمت راست معادله  V (ارزش - value) از هزینه بیشتر می شود، و A رابطه ی بین اندازه و ارزش خالص اضافه شده را توصیف می کند. برای n های بزرگ، ارزش خالص شبکه به صورت زیر است 
{\displaystyle \Pi =n(A\times (n-1)/2-C)}
متکالف A را به عنوان ارزش به ازای هر کاربر بعد گذاری کرد. A همچنین تابعی از اندازه ی شبکه است، متکالف به درستی ادعا کرد که هنگامی که n بزرگ می شود، A باید کاهش یابد. در یک مصاحبه در سال ۲۰۰۶ متکالف اظهار داشتː 
"ممکن است ناهنجاری های مقیاس شبکه وجود داشته باشند که با افزایش اندازه، ارزش را پایین ببرند. بنابراین اگر V=A*n2، آنگاه A می تواند تابعی از n نیز باشد،و بعد از اندازه ای از شبکه، کاهش می باید و n2 را منکوب می کند."

### رشد n
اندازه شبکه و از این رو ارزش، بدون کران رشد نمی کند و توسط محدودیت های عملی مانند زیرساخت، دسترسی به تکنولوژی و محدودیت عقلانی مثل عدد دانبار، محدود شده است. تقریبا همیشه این مورد که رشد کاربرها n به یک نقطه ی اشباع می رسد، اتفاق می افتد.
فرض می شود که رشد n به صورت یک تابع سیگموئید مانند یک تابع لجستیک یا تابع گومپرتز است.

### تراکم(چگالی)
A همچنین تابع اتصال یا چگالی توپولوژی شبکه است. در یک شبکه بدون جهت، هر یال دو گره را به هم متصل می کند، به طوری که به ازای هر یال 2m گره وجود دارد. تعداد گره های متصل توسط رابطه زیر مشخص می شود{\displaystyle c=2m/n}.
بیشترین تعداد اتصال ها در یک شبکه ساده ( یعنی بین هر دو گره حداکثر یک یال و هیچ یالی گره ای را به خودش متصل نمی کند)، {\displaystyle {\binom {n}{2}}=n(n-1)/2} است.
بنابراین چگالی یک شبکه ρ، قسمتی از یال هایی هست که واقعا در شبکه حضور دارند و برابر با {\displaystyle \rho =c/(n-1)}، که برای شبکه های بزرگ به صورت {\displaystyle \rho =c/n} تخمین زده می شود.

## محدودیت ها
قانون متکالف فرض می کند که ارزش هر گره کاربر n دارای سود برابر است. اما اگر این مورد برقرار نباشد، مثلا یک ماشین فکس توسط 50 کارمند یک شرکت استفاده می شود، و ماشین دوم توسط نصف آن افراد استفاده و ماشین سوم یک سوم و ماشین های دیگر نیز به همین ترتیب، در این صورت ارزش نسبی هر اتصال جدید کاهش می یابد. به طور مشابه در شبکه های اجتماعی، اگر کاربرهایی که بعدا به شبکه اضافه می شوند، کمتر از کاربران اولیه از شبکه استفاده کنند، ممکن است ارزش هر کاربر که اضافه می شود کمتر بشود، و اگر هزینه ها به ازای هر کاربر ثابت باشد، باعث کاهش کارآمدی شبکه می شود.

## مدل های اصلاح شده
در زمینه ی شبکه های اجتماعی بسیاری از افراد، از جمله خود متکالف، مدل های اصلاح شده ای را پیشنهاد کرده اند که در آنها ارزش شبکه به جای {\displaystyle n^{2}} به صورت {\displaystyle n\log n}  رشد می کند.